# Verein Deutscher Ingenieure
Verein Deutscher Ingenieure (VDI) är en tysk förening för ingenjörer och naturvetare.